# Herta Oberheuser
Pour les articles homonymes, voir Oberhauser.

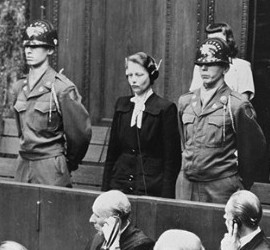
Herta Oberheuser au procès des médecins, le 20 août 1947.

Herta Oberheuser est une médecin allemande, née le 15 mai 1911 à Cologne (Empire allemand) et morte le 24 janvier 1978 à Linz am Rhein (Allemagne de l'Ouest). Elle officie au camp de Ravensbrück de 1940 à 1943.

## Biographie

### Enfance et études
Herta Oberheuser obtient son Abitur en 1931 et finit ses études de médecine en 1937. Parallèlement, elle adhère au Bund Deutscher Mädel (BDM) en 1935 et entre au parti nazi en 1937.
Elle déclare lors de son procès que c'est par intérêt pour sa carrière qu'elle accepte un poste de médecin au camp de Ravensbrück,, car il était à l'époque presque impossible pour une femme de travailler dans un service de chirurgie.

### Expérimentations médicales
Herta Oberheuser travaille sous la supervision du Dr Karl Gebhardt et prend part aux expérimentations médicales nazies (utilisation de la sulfanilamide sur les os, les muscles et les nerfs) menées sur 86 femmes. Soixante-quatorze parmi celles-ci sont des prisonnières politiques polonaises du camp. Elle est responsable de la mort d'enfants en bonne santé, causée par des injections d'huile et d'hexobarbital. Le temps d'injection des doses va alors de trois à cinq minutes : la personne reste pleinement consciente jusqu'au dernier moment. Elle effectue ensuite des prélèvements d'organes.

### Procès de Nuremberg
Herta Oberheuser est la seule femme présente dans le box des accusés du procès des médecins à Nuremberg. Elle est condamnée à vingt ans de prison. Le verdict prononcé par le tribunal est le suivant : « Herta Oberheuser, le tribunal militaire 1 vous a jugée coupable de crimes de guerre et de crimes contre l'humanité. Pour lesdits crimes, le tribunal militaire 1 vous condamne à vingt ans de réclusion dans la ou les prisons ou centres de détention qu'il appartiendra à l'autorité compétente de décider. Emmenez l'accusée Herta Oberheuser. ».

### Vie post-guerre
Elle est libérée en avril 1952 pour bonne conduite et devient médecin de famille à Stocksee (Schleswig-Holstein). Elle perd son poste en 1956, après qu'une survivante du camp de Ravensbrück l'a reconnue ; son permis de pratiquer la médecine est révoqué en 1958. Elle fait appel de cette décision et retrouve son droit d'exercer la médecine le 28 avril 1961 et occupe un emploi dans un laboratoire de l'institut Bodelschwing.
Elle meurt le 24 janvier 1978, dans une maison de retraite à Linz am Rhein.